# تایتس برگس
تایتس برگس (انگلیسی: Tituss Burgess؛ زادهٔ ۲۱ فوریهٔ ۱۹۷۹) هنرپیشه و خواننده اهل ایالات متحده آمریکا است.
از فیلم‌ها یا برنامه‌های تلویزیونی که وی در آن نقش داشته‌است می‌توان به کیمی اشمیت شکست‌ناپذیر و جنگ گربه‌ها اشاره کرد.